# Assemblea della Repubblica del Kosovo
L'Assemblea della Repubblica del Kosovo (in albanese: Kuvendi i Republikës së Kosovës; in serbo: Скупштина Републике Косово) è il parlamento monocamerale del Kosovo. È stato originariamente istituito dall'UNMIK (ONU) nel 2001 per fornire "un autogoverno provvisorio e democratico".
Il 17 febbraio 2008 i rappresentanti della popolazione kosovara hanno dichiarato che il Kosovo sarebbe diventato indipendente dalla Serbia e che successivamente avrebbero adottato una costituzione che è entrata in vigore il 15 giugno 2008.
L'Assemblea della Repubblica del Kosovo è regolata dalla costituzione del Kosovo e dispone di 120 membri. Di questi, 100 sono votati direttamente, mentre i restanti sono riservati come segue:
- 10 membri per i rappresentanti dei serbi;
- 4 membri per i rappresentanti dei romanì, degli ashkali e degli egiziani;
- 3 membri per i bosniaci;
- 2 membri per i turchi;
- 1 membro per i gorani.[8]

## Commissioni
L'Assemblea della Repubblica del Kosovo ha 19 commissioni:
- Commissione di bilancio;
- Commissione della finanza e dell'economia;
- Commissione dell'istruzione, della scienza e della tecnologia;
- Commissione della salute;
- Commissione del lavoro e del benessere sociale;
- Commissione dei servizi pubblici;
- Commissione degli affari esteri;
- Commissione delle questioni giuridiche, legislative e costituzionali;
- Commissione delle persone scomparse (comitato relativamente unico che si occupa della questione del numero elevato di persone scomparse e prigionieri di guerra a causa della guerra del Kosovo);
- Commissione dei media;
- Commissione dei diritti e degli interessi delle comunità;
- Commissione del commercio e dell'industria;
- Commissione della cultura, della gioventù e dello sport;
- Commissione dell'Ambiente e della Pianificazione Territoriale
- Commissione dei trasporti e delle comunicazioni
- Commissione dell'agricoltura, della silvicoltura e dello sviluppo rurale
- Commissione per la prontezza di emergenza
- Commissione per le petizioni pubbliche e delle domande
- Commissione per l'uguaglianza di genere

## Presidenti dell'Assemblea della Repubblica del Kosovo
- Nexhat Daci (2001-2006)
- Kole Berisha (2006-2008)
- Jakup Krasniqi (2008-2014)
- Kadri Veseli (2014-2019)
- Glauk Konjufca (2019-2020)
- Vjosa Osmani (2020-2021)
- Glauk Konjufca (2021-in carica)